# Flataskjeret (Bømlo)
Ne doit pas être confondu avec Flataskjeret.
Flataskjeret est une île norvégienne du comté de Hordaland appartenant administrativement à Bømlo.

## Description
Rocheuse et désertique, à fleur d'eau, elle s'étend sur environ 86 m de longueur pour une largeur approximative de 73 m. 